# Perdita pelargoides
Perdita pelargoides är en biart som först beskrevs av Cockerell 1916.  Perdita pelargoides ingår i släktet Perdita och familjen grävbin. Inga underarter finns listade i Catalogue of Life.